# Cosenza
Cosenza (latin: Consentia) er en italiensk by. Den er hovedby i provinsen af samme navn i regionen Calabrien. Byen har 63.760(2023) indbyggere.

## Geografi
Cosenza ligger hvor de to floder Crati und Busento løber sammen i 238 m højde ved foden af Sila bjergene. Afstanden til Catanzaro er ca. 95 km og til Napoli 315 km.

## Historie
Cosenza blev grundlagt i det 4. århundrede f.Kr. af Bruttierne (latin: Bruttii), en folkestamme, der i antikken levede i Syditalien. Bruttierne var allierede med Hannibal og blev erobret af Rom i 204 f.Kr. under den anden puniske krig. Romerne kaldte området Bruttium, opkaldt efter indbyggerne. Under kejser Augustus var byen et vigtigt stoppested langs romervejen via Popilia, der knyttede Calabrien til Sicilien. 
Ifølge overleveringen skal den vestgotiske konge, Alarik 1., være død i Cosenza i 410 efter plyndringen af Rom og være begravet der tillige med sit bytte. Hans grav er dog endnu ikke fundet.

## Kultur og seværdigheder
- Det højtbeliggende slot „Castello Svevo“ er bygget omkring år 1000 af saracenerne oven på ruinerne af oldtidens Rocca Brutia. Kejser Frederik 2. restaurerede det og tilføjede det ottekantede tårn i 1239. Hans søn og medkonge, Henrik, boede på slottet iflg. traditionen som sin fars fange.
- Domkirken er opført i 1222 i romansk-gotisk stil.
- Byteatret, Teatro di tradizione Alfredo Rendano er indviet i 1909.
- Cafe Renzelli, der har eksisteret siden 1803.

## Berømte mennesker fra Cosenza
- Aulo Giano Parrasio (1470–1521), humanist
- Bernardino Telesio (1509–1588), filosof
- Pietro Negroni (1505–1565), maler
- Antonio Serra (sidste del af 16. århundrede), økonom
- Sertorio Quattromani (1541–1607), filosof
- Francesco Saverio Salfi (1759–1832), filosof
- Nicola Misasi (1850–1923), forfatter
- Alfonso Rendano (1853–1931), pianist og komponist
- Alessandro Longo (1864–1945), komponist og musikteoretiker
- Mark Iuliano (født 1973), fodboldspiller
- Francesco Reda (født 1982), landevejsrytter